# Квени
Кве́ни (квен. kvääni, норв. kvener, швед. kväner, фін. kveeni, півн.-саам. kveanat) — народ, що проживає на півночі Норвегії. Рідна мова — квенска; квенами використовуються також фінська, норвезька та саамські мови.

## Загальні відомості
Квени мешкають у північних норвезьких провінціях (фюльке) Фіннмарк та Трумс, в районах Порсангер-фьорду, Варангер-фьорду і Альта-фьорду.
У 2005 році квенська мова, відповідно до Європейської хартії регіональних мов, визнана мовою національної меншини. По суті являє собою діалект фінської мови; чисеність носіїв квенскої мови за різними оцінками становить від 2 до 8 тисяч осіб.
На теперішній час всі квени знають також і норвезьку мову.

## Історія

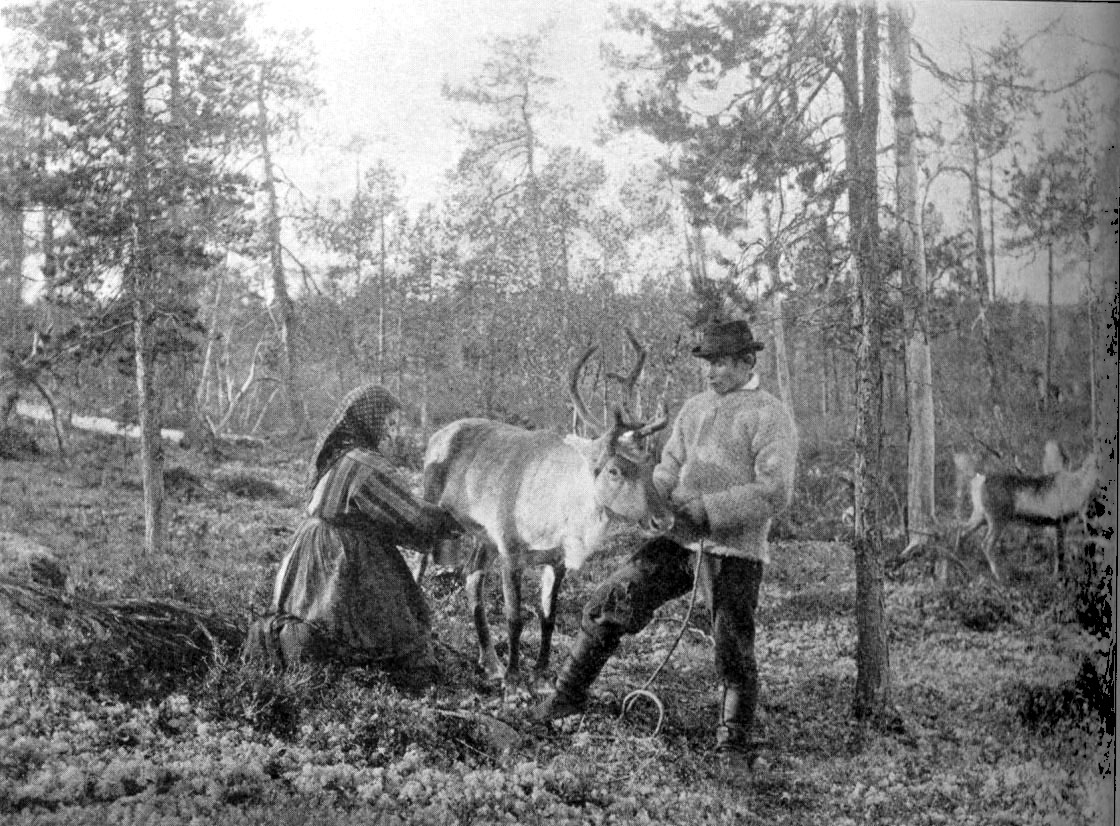
Доїння північного оленя, кінець XIX століття. Сьор-Варангер, Північна Норвегія. Чоловік-квен і жінка — інарі-саамі

Перші фінські поселенці осіли на півночі Норвегії ще у XVI столітті. У XVII столітті 1,5 тисячі фінів потрапили в Норвегію для розробки лісових масивів у долині річки Гломма. Поступово вони змішалися з місцевим населенням. Наступна, численніша хвиля фінських емігрантів з'явилася у Фіннмарку і Трумсі у XVIII—XIX століттях. Тут вони змішалися з норвежцями і саамами, давши початок норвезьким квенам.
Мова квенів мало відрізняється від фінської. Більшість з них зайнято у сільському господарстві і рибальстві. Значний міський прошарок квени становлять тільки в місті Вадсьо (фюльке Фіннмарк). В даний час число квенів постійно скорочується через сильну асиміляцію норвежцями.

## Походження терміна
Походження терміна «квен» достовірно не встановлено. Перші згадки відносяться до IX—XIII століть та містяться у староанглійських та ісландських джерелах:
- Оттар, норвезький мандрівник, чия розповідь була записана за наказом короля Вессекса Альфреда Великого;
- Сага про оркнейців, де є розповідь про подорож Нора[no] з Квенланда до Тронгейму;
- Сага про Егілє, де є розповідь про подорож Торольва з Намдалена до Квенланду;
- у літописі згадується розорення квенами у 1271 році Холугаланда.

Більшість згадок про квенів так чи інакше пов'язане з певним місцем в Норвегії.
Основних теорій походження терміна три. Найбільш широко приймається теорія, вперше запропонована Юко Вахтолою, який пов'язує слово з давньоскандинавським «hvein» — «земля боліт».
За іншою теорією, з давньоскандинавської мови слово «kven» може бути перекладено як «жінка». Прагерманські *kwinōn, *kunōn; *kwēni-z, *kwēnō, які означають «жінка», перетворилися в kona; kvǟn, kvān, kvɔn; kvendi; kvenna, kvinna у давньоскандинаській. В результаті, Квенланд часто перекладається на латину як Terra Feminarum («земля жінок») і згадується в джерелах з 1075 року. При цьому джерела, що описують Terra Feminarum, добре знайомі з географією Норвегії, згадують Тронгейм та Холугаланд. Ще одна згадка північної «землі жінок» міститься у ісландському рукопису XIV століття у вигляді kuenna land «на північ від Індії».
Третя версія зводить слово до саамських мов, де є слово що подібно звучить — kainuu. У північносаамській слово Gáidnu означає мотузку з коренів для човна або рибальської сітки, Gáidnulaŝ означає незграбну людину, Geaidnu — шлях або дорога. У ранніх саамських словниках Kainolats/Kainahaljo означало норвежця або шведа, а Kainahalja — норвежку або шведку, або селянина. Поблизу від Торніо також є поселення, яке іноді іменується Cainho.

## Цікаві факти
Національна мова квенів, що включає в себе чимало слів із фінської, шведської та норвезької мов, була використана британським вченим і письменником Джоном Роналдом Руелом Толкіном для створення у 1915 році вигаданої «ельфійської» мови квенья.